# Ли Хан Бит
Ли Хан Бит (кор. 이한빛, 23 декабря 1994) — южнокорейская спортсменка, борец вольного стиля, призёр чемпионатов Азии, участница Олимпийских игр 2024 года.

## Биография
2 марта 2018 года в Бишкеке, одолев в схватке за 3 место Энхбаярын Цевегмид из Монголии, завоевала бронзовую медаль чемпионата Азии. 16 апреля 2021 года в Улан-Баторе, победив в схватке за бронзовую медаль Пай Хсин Пинг из Китайского Тайбэя, заняла 3 место на чемпионате Азии. 9 августа 2024 года на Олимпиаде в Париже в 1/8 финала уступила немке Луизе Нимеш, заняв в итоговом протоколе предпоследнее 15 место.